# Glasgow School

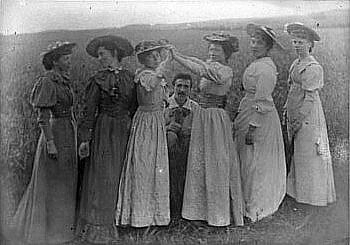
Glasgow School - Charles Rennie Macintosh und die Immortals 1894

Die Glasgow School war ein bedeutender Kreis von modernen Künstlern und Designern aus Glasgow in Schottland. Die Künstlergruppe, entstanden in den 1870er Jahren an der Glasgow School of Art, erreichte wesentliche Bedeutung und größten Einfluss von 1890 bis etwa 1910. Wichtige Untergruppen waren The Four, auch bekannt als die Spook School, die Glasgow Girls und die Glasgow Boys. Glasgow erlebte in dieser Zeit einen wirtschaftlichen Aufschwung, mit dem zeitgleich eine bedeutende Arts-und-Crafts- und Jugendstil-Bewegung einsetzte, vor allem in den Bereichen der Architektur, Innenarchitektur und Malerei.

## The Four

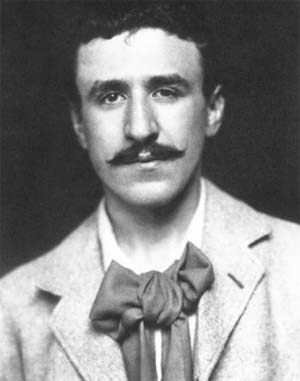
Charles Rennie Mackintosh um 1900

Zu den prominentesten Begründern der Glasgow School gehörten vier Künstler: der bekannte Architekt Charles Rennie Mackintosh, seine Ehefrau, die Malerin und Glaskünstlerin Margaret MacDonald Mackintosh, deren Schwester Frances MacDonald McNair und ihr Ehemann James Herbert McNair. Gemeinsam prägten sie im Arts and Crafts Movement den geometrischen Glasgow Style, eine synkretistische Mischung aus keltischer und japanischer Kunst, die in der Kunstszene auch auf dem Kontinent für Aufsehen sorgte. Die MacDonald-Schwestern, in England geboren und aufgewachsen, kamen mit ihren Eltern 1890 nach Glasgow, wo sie in den folgenden Jahren an der Glasgow School of Art studierten. Die beiden Männer hingegen waren in Glasgow aufgewachsen und besuchten zu dieser Zeit die Abendkurse an dieser Kunstschule. Unabhängig voneinander versuchten sich beide Paare in ähnlichen Stilen der Malerei und Dekoration. 
Als der Direktor der Kunstschule die starke Affinität in Inhalt, Technik und Form der beiden Paare bemerkte, machte er sie miteinander bekannt. Bald bildeten die vier eine kreative Allianz und stellten ihre avantgardistische neue Kunst auf der Kunstausstellung der Studenten vor, wo sie großen Beifall ernteten. Von diesem Zeitpunkt an waren sie als The Four (später auch Spook-School) bekannt und erlangten großen Einfluss auf den Jugendstil. Eine erste Ausstellung fand 1892 statt, zwei Jahre später war die Gruppe in der Arts&Crafts Exhibition Society in London erfolgreich. 1900 beteiligten sich Margaret MacDonald und Charles Rennie Mackintosh an der Ausstellung der Wiener Secession, die sie international bekannt machte. Durch ihre Arbeiten übten sie einen nachhaltigen Einfluss auf das Werk von Gustav Klimt und Josef Hoffmann aus.

## Glasgow Girls

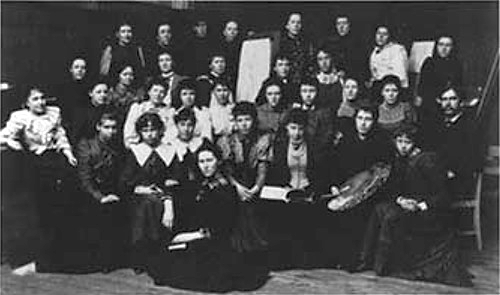
Glasgow Girls 1893

Die Glasgow Girls waren eine Gruppe von Designerinnen und Künstlerinnen, die alle die Glasgow School of Art besucht hatten und nun als Künstlerinnen arbeiteten und mit ihrer Arbeit in ganz Europa und den USA einen wesentlichen Beitrag zur Entwicklung von Kunst und Design leisteten. Wichtigste Vertreterinnen unter ihnen waren natürlich Frances MacDonald McNair und Margaret MacDonald Mackintosh, aber auch Jessie Marion King beeinflusste die Entwicklung des Glasgow Style. Daneben gab es Malerinnen wie Bessie MacNicol und Norah Neilson Gray, die mit ihrem Stil eher dem Spätimpressionismus nahestanden. Weitere bekannte Künstlerinnen waren Agnes Raeburn, Janet Aitken, Katherine Cameron, Ann Macbeth und Jessie Keppie.

## Glasgow Boys
In den 1880er und 1890er Jahren sorgte ein Künstlerkollektiv für Aufsehen, das schnell als die Glasgow Boys bekannt wurde. Als Gründer und Mentor der Gruppe gilt William York MacGregor. Diese Künstler wurden vom Realismus der französischen Schule von Barbizon maßgeblich beeinflusst und machten dadurch den Impressionismus und Postimpressionismus in Schottland bekannt. Gegenstand ihrer Genremalerei waren neben Motiven aus dem Großraum Glasgow vor allem ländliche Szenen aus Kirkcudbright, Cockburnspath und anderen Gegenden Schottlands. Die Gemälde der Glasgow Boys wurden von der Grosvenor Gallery in London und auch europaweit ausgestellt und ernteten große Anerkennung, so dass sich der revolutionäre Realismus der Glasgow Boys in der schottischen Kunst etablierte. Ihre Werke sind heute im Hunterian Museum and Art Gallery sowie in der Burrell Collection und im Broughton House in Kirkcudbright zu sehen. Wichtige Vertreter dieser Gruppe waren:
- Joseph Crawhall
- Thomas Millie Dow
- James Guthrie
- Edward Atkinson Hornel
- John Lavery
- Alexander Mann
- Arthur Melville
- Thomas Corsan Morton
- James Paterson
- Alexander Roche
- Grosvenor Thomas
- Edward Arthur Walton